# Nannippus
Nannippus es un género extinto de caballo, endémico de América del Norte que vivió desde el Mioceno hasta el Plioceno hace entre 13,3—3,3 millones de años aproximadamente.
Nannippus vivió en lugar tan al  el sur como el centro de México (N.peninsulatus) hasta el norte como Canadá (N. lenticularis), a California en el oeste, Carolina del norte ( N. lenticularis) y Florida (N. peninsulatus) en el este.

## Especies
- N. aztecus (Mooser 1968).[2] Extendido por Florida y también se encuentra en Texas, Oklahoma, y Chihuahua, se extinguió hace entre 11.2 — 5.7 m.a.
- N. beckensis (Dalquest and Donovan, 1973)[3] encontrado en Texas extinguido hace  ~ 3,4 m.a.
- N. lenticularis (Cope, 1893). Encontrado en Alberta, Carolina del Norte, Alabama, Nebraska, y Kansas se extinguió hace  ~13 M.a.
- N. montezumae (Leidy, 1882).
- N. morgani (Hulbert, 1993) restringido a Florida.[4] Se extinguió hace ~8.6 M.a.
- N. peninsulatus (Cope, 1893) encontrado en Florida, Texas, Oklahoma, Nuevo México, Arizona, y México se extinguió hace ~3.3 M.a.
- N. parvulus (Marsh, 1868).
- N. westoni (Simpson, 1930) restringido a Florida.[5] Se extinguió hace~9.1—8.7 M.a.